# Uragano di Galveston del 1900
L'uragano di Galveston del 1900 è stato il disastro naturale col maggior numero di vittime nella storia degli Stati Uniti d'America e uno dei peggiori uragani atlantici per numero di vittime. Classificato come categoria 4 sulla scala Saffir-Simpson, l'uragano si originò come tempesta tropicale il 27 agosto 1900, raggiungendo i Caraibi, acquisì intensità e divenne un uragano nel golfo del Messico. Si abbatté sulla città texana di Galveston l'8 settembre 1900 con venti superiori a 210 km/h e onde di tempesta alte 2,5-4,5 m. Nella sola Galveston l'uragano provocò almeno 8 000 morti e distrusse circa 3 500 tra case ed edifici.

## Storia meteorologica

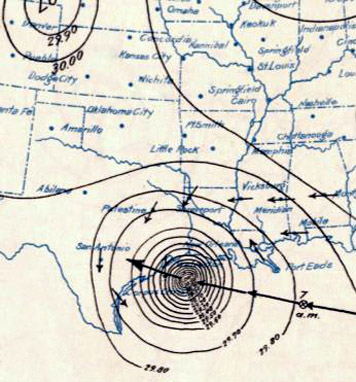
Analisi meteorologica della superficie dell'uragano l'8 settembre 1900, poco prima che toccasse terra.

Sulla base di rilevazioni fatte su due navi differenti tra il 27 e il 28 agosto 1900, si ritiene che la tempesta si originò al largo delle coste africane e si diresse verso i Caraibi. Il 30 agosto il sistema superò le Isole Sopravento Settentrionali andando verso le isole caraibiche orientali come una depressione tropicale. Dopo aver passato le isole di Porto Rico e Hispaniola, raggiunse Cuba il 3 settembre con intense precipitazioni piovose. La tempesta tropicale entrò negli stretti della Florida poco vicino a L'Avana il 5 settembre. Sebbene alcuni meteorologi cubani avessero osservato che la tempesta stava acquisendo intensità una volta superata Cuba e che potesse raggiungere il Texas, lo United States Weather Bureau assunse che la tempesta virasse verso nord-est, emanando un avviso di allerta per le coste sudorientali degli Stati Uniti. Invece, una zona di alta pressione posta sulle Florida Keys spinse la tempesta verso il golfo del Messico in direzione nord-ovest.

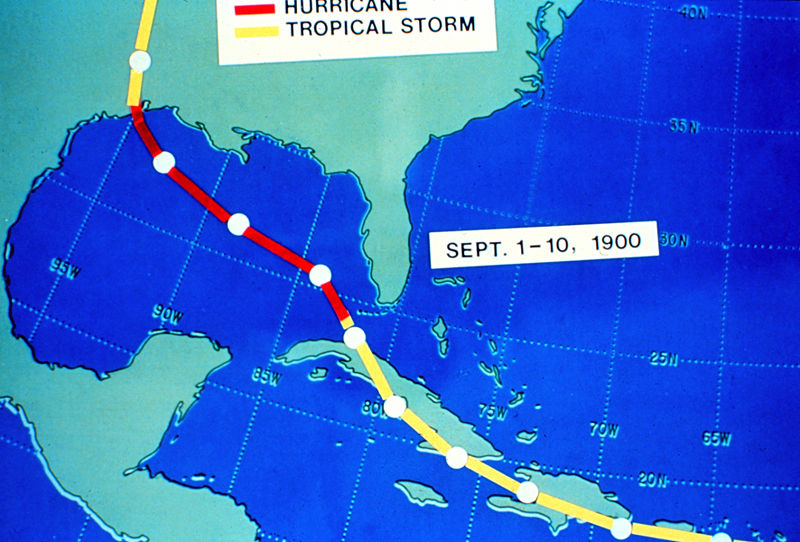
Percorso ed evoluzione dell'uragano dall'1 al 10 settembre 1900.

Il 6 settembre la nave a vapore Louisiana, che era salpata da New Orleans, andò incontro alla tempesta, che, grazie anche alle acque calde del golfo, si era intensificata in uragano. Il tempo peggiorò rapidamente, i venti aumentarono d'intensità, raggiungendo le 100 miglia all'ora (160 km/h) nel pomeriggio, e la pressione scese a 965 mbar, parametri che indicano che l'uragano aveva quasi raggiunto la categoria 3. Il 7 settembre lo US Weather Bureau emanò un'allerta per tempesta per Galveston e le coste texane. Lo stesso giorno la nave a vapore Pensacola salpò dal porto di Galveston e raggiunse il sistema temporalesco la sera stessa, venendone investita il giorno successivo e rimanendo in balia dei venti e delle onde, registrando dati analoghi a quelli riportati il giorno prima dalla Louisiana. Nel giro di tre giorni, una tempesta tropicale era diventata un uragano di categoria 4 sulla scala Saffir-Simpson, raggiungendo la massima intensità il 7 settembre con venti che soffiavano a 145 miglia all'ora (233 km/h).
L'uragano raggiunse la costa del Texas verso le 20 (ora locale) dell'8 settembre 1900, investendo l'isola di Galveston e la città di Galveston. La città venne devastata dai forti venti e allagata dalle onde di tempesta, causando migliaia di vittime. Il 9 settembre l'uragano si attenuò rapidamente mentre avanzava nell'entroterra, venendo declassato a tempesta tropicale lo stesso giorno. L'11 settembre raggiunse l'Iowa, assumendo le caratteristiche di un ciclone extratropicale e muovendosi in direzione nord-est. Mentre passava sull'Ontario il 12 settembre la tempesta s'intensificò nuovamente, divenendo un uragano di categoria 1. Dopo aver raggiunto le coste dell'oceano Atlantico, la tempesta iniziò a indebolirsi, dissipandosi nei pressi dell'Islanda il 15 settembre 1900.

## Contesto

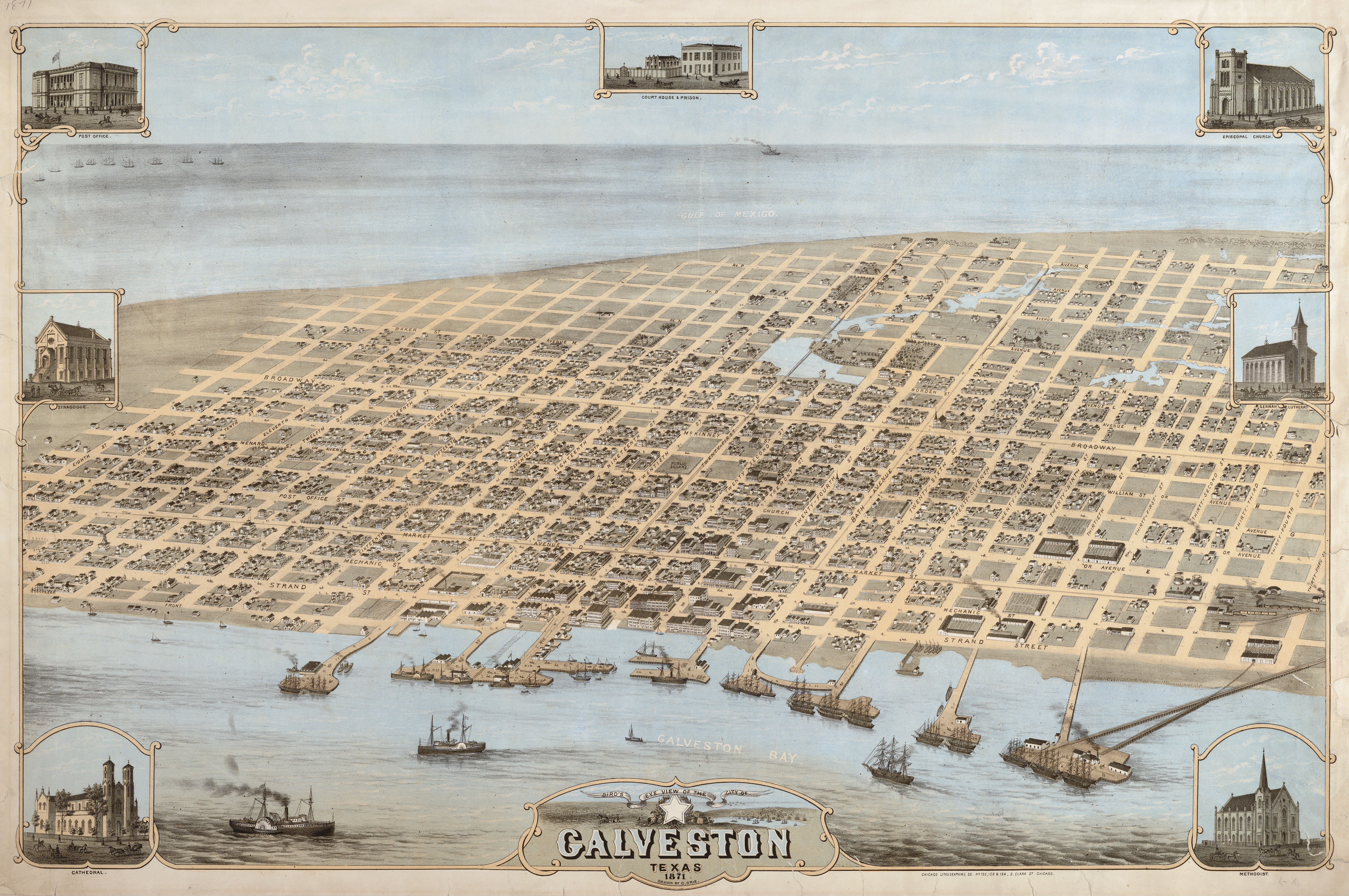
Galveston nel 1871.

La città texana di Galveston era stata fondata nel 1839 e da allora era stata già interessata da svariate tempeste, senza che riportasse danni rilevanti. Alla fine del XIX secolo, Galveston era una città in rapida crescita demografica ed economica, raggiungendo i 37 788 abitanti nel 1900, la quarta città del Texas per numero di abitanti e tra le città statunitensi col reddito pro capite più alto. La sua posizione tra l'omonima baia e il golfo del Messico aveva contribuito al suo sviluppo, grazie all'importanza del suo porto nei traffici commerciali. In questo contesto di crescita e prosperità la popolazione riteneva che la città avrebbe superato future tempeste come era successo in passato, confidando anche nelle rassicuranti affermazioni di Isaac Cline, il capo del locale ufficio dello US Weather Bureau, rilasciate nel 1891 al Galveston Daily News.
Un quarto di secolo prima la città di Indianola, situata nella baia di Matagorda, stava avendo una simile crescita demografica ed economica ed era il principale porto del Texas. Nel 1875 un uragano di categoria 3 la investì e causò notevoli danni.  Sebbene fosse stato proposto lo spostamento della città lontano dalla costa, Indianola venne ricostruita nello stesso posto. Nel 1886 un altro uragano, questa volta di categoria 4, investì nuovamente Indianola, distruggendo tutti gli edifici. La città venne progressivamente abbandonata e la chiusura dell'ufficio postale l'anno successivo segnò la fine della città. Visti i danni subiti dal porto di Indianola, il traffico marittimo venne spostato al porto di Galveston. Negli anni successivi a Galveston si tennero dibattiti sulla necessità di costruire un argine per evitare la distruzione subita da Indianola, ma la credenza di essere al sicuro da eventi distruttivi prevalse.

## Preparazione
Il 4 settembre 1900, mentre la tempesta attraversava Cuba, lo US Weather Bureau emanò un avviso per le coste statunitensi sudorientali per una tempesta tropicale che avanzava verso nord da Cuba, assumendo che seguisse il solito percorso per questo tipo di sistemi perturbati. Questo, nonostante gli osservatori meteorologici cubani riportassero dati che indicavano che la tempesta si stesse dirigendo verso nord-ovest; infatti, anche a seguito della recente guerra ispano-americana, il direttore del Weather Bureau, Willis Moore, aveva dato direttive di bloccare le informazioni dagli osservatori cubani. Lo stesso direttore aveva dato direttive affinché gli uffici locali del Weather Bureau chiedessero autorizzazione all'ufficio centrale prima di emanare allerte per tempeste e uragani.
Sulla base delle assunzioni fatte, il Weather Bureau emanò una nuova allerta per una tempesta tropicale in Florida da Cedar Key a Miami. Il giorno successivo, avendo notato che la tempesta acquisiva energia, venne emessa un'allerta per uragano lungo la costa da Cedar Key fino a Savannah in Georgia, e un'allerta per tempesta da Charleston (Carolina del Sud) a Kitty Hawk (Carolina del Nord), e da Pensacola (Florida) a New Orleans (Louisiana). Nel frattempo, gli osservatori cubani insistevano nel ritenere che l'uragano si stesse dirigendo in direzione nord-ovest, arrivando anche a ipotizzare che potesse raggiungere la città di San Antonio.
A Galveston poche persone avevano deciso di lasciare la città verso l'entroterra, mentre la maggior parte non si mosse. Stando alle sue memorie, Isaac Cline, capo dell'ufficio del Weather Bureau a Galveston, notò nel pomeriggio dell'8 settembre che le condizioni meteo-marine stavano peggiorando rapidamente e la pressione atmosferica calava sensibilmente, decidendo di allertare la popolazione dell'imminente pericolo e di rifugiarsi nelle case.

## Impatto

### Caraibi
Nelle isole caraibiche la tempesta portò venti forti e pioggia intensa. In Giamaica le piogge torrenziali portate dalla tempesta causarono allagamenti su tutta l'isola, straripamenti dei fiumi e danneggiamenti sia all'infrastruttura ferroviaria che alle piantagioni di banane. A Santiago di Cuba, che stava affrontando la peggior tempesta dal 1877, la pioggia cumulata nella sola giornata del 4 settembre 1900 raggiunse i 320 mm, causando allagamenti in buona parte della città. Il piroscafo tedesco St. George si arenò sulle spiagge di Daiquirí, un villaggio nei pressi della capitale cubana. Il sindaco di Trinidad riportò anche la distruzione dei raccolti nel circondario.

### Stati Uniti d'America
L'uragano approdò sulle coste degli Stati Uniti l'8 settembre con venti di circa 225 km/h, raggiungendo la categoria 4 sulla scala Saffir-Simpson. Negli Stati Uniti l'uragano causò un numero di morti stimato tra gli 8 000 e i 12 000, dei quali la maggior parte nella sola città di Galveston. Un numero di morti così elevato viene attribuito alla mancanza di consapevolezza da parte dell'US Weather Bureau del reale pericolo della tempesta in arrivo, che avrebbe consentito di attuare misure di prevenzione. La stima dei danni causati raggiunse i 34 milioni di dollari, 30 milioni dei quali solamente a Galveston. Poiché nel 1900 ancora non esisteva la prassi di assegnare un nome ufficiale a questo tipo di tempeste tropicali, l'uragano è stato associato alla città di Galveston, visto il numero di morti e l'ammontare dei danni.

#### Dalla Florida alla Louisiana
Diversi settori della Florida meridionale furono soggetti a venti di tempesta molto sostenuti, tra 60 e 80 km/h. Nella zona di Palm Beach l'uragano causò notevoli danni, tra i quali l'affondamento o il capovolgimento di alcune imbarcazioni e la distruzione della paratia del molo a Palm Beach. Anche la Florida settentrionale subì danni causati dai forti venti di tempesta, mentre onde di tempesta inondarono la regione tra la Florida orientale e la Louisiana, causando l'interruzione della linea ferroviaria nei pressi di Pascagoula (Mississippi). La Louisiana venne investita da forti venti di tempesta che raggiunsero anche la cittadina di DeRidder, situata nella Louisiana centrale. Le onde di tempesta inondarono la comunità di Johnson Bayou, mentre gli allagamenti in varie aree costali dello stato raggiunsero i livelli più alti dall'uragano di Indianola del 1875.

#### Texas

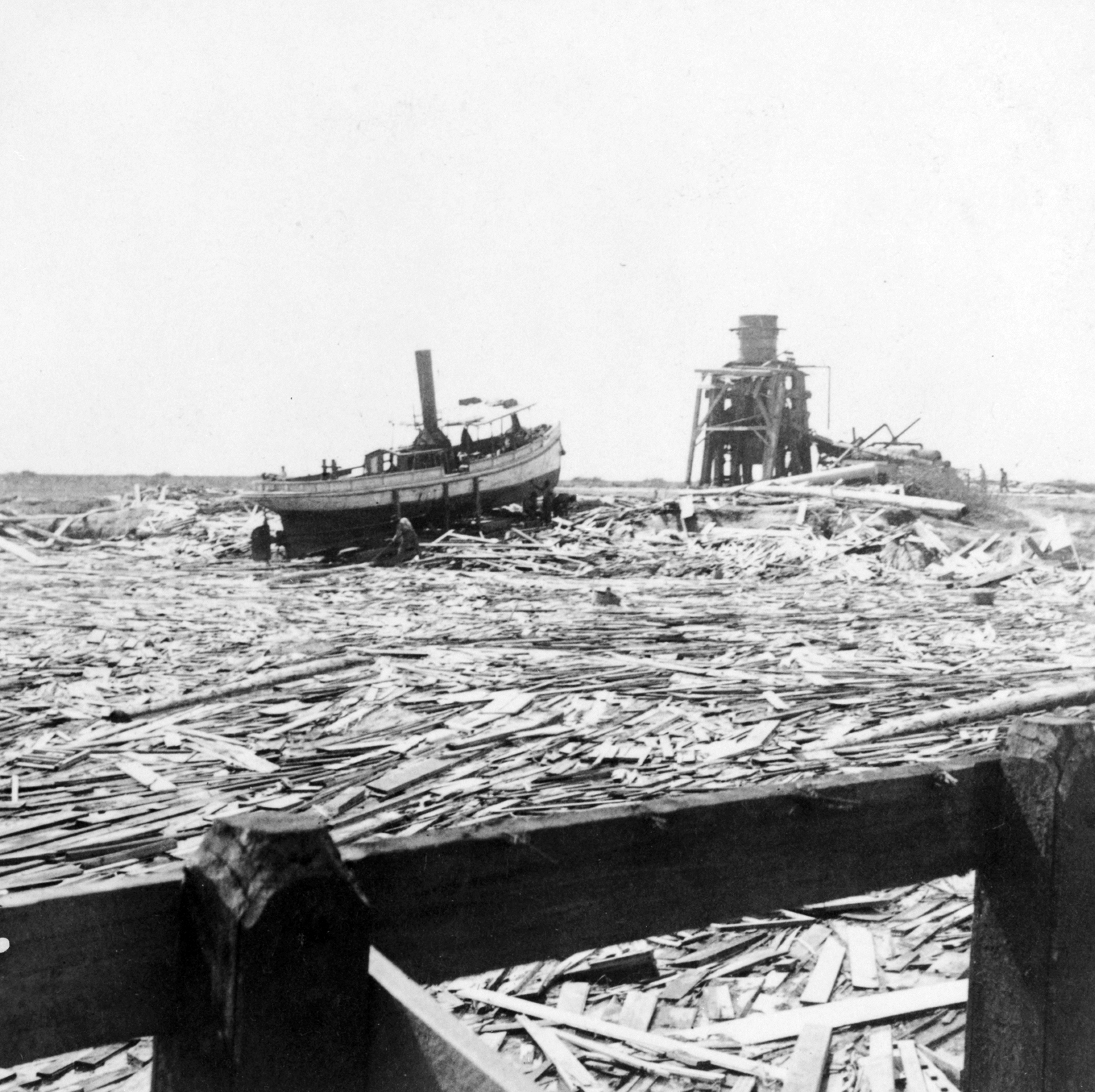
Rottami galleggianti al largo di Texas City.

La maggior parte dei danni registrati negli Stati Uniti occorsero nel Texas, e in particolare a Galveston. L'ammontare dei danni alle colture fu notevole, raggiungendo una stima di 3 milioni di dollari solo per i raccolti di cotone. A questi, si aggiunsero circa 75000 $ di danni alle linee telegrafiche e telefoniche e circa 60000 $ di danni alle linee ferroviarie. A West Columbia l'uragano distrusse l'edificio del campidoglio della Repubblica del Texas. Anche la città di Houston subì considerevoli danni. Un treno che era partito da Houston per Galveston si fermò quando giunse a un punto dove i binari erano stati danneggiati dalla tempesta; i passeggeri vennero evacuati su un treno di soccorso che li portò alla Bolivar Peninsula, sfruttando un binario parallelo. Qui non poterono prendere il traghetto che li avrebbe portati a Galveston a causa delle condizioni proibitive del mare; 10 passeggeri decisero di raggiungere il faro di Port Bolivar, dove si erano rifugiati 190 residenti del villaggio, mentre i restanti 85 passeggeri rimasero sul treno, dove morirono quando le onde di tempesta travolsero i vagoni.

##### Galveston
Nel 1900 il punto più elevato della città di Galveston era 2,7 m, mentre l'uragano portò onde di tempesta di altezza superiore a 4,6 m, sommergendo, di fatto, l'intera isola. Le acque iniziarono a salire in maniera significativa nel primo pomeriggio dell'8 settembre, raggiungendo i valori massimi nel corso della notte successiva. Nella sola giornata dell'8 settembre l'uragano riversò sulla città 230 mm di pioggia, segnando il record di precipitazioni in una singola giornata per il mese di settembre a Galveston. La massima velocità del vento registrata fu 160 km/h circa alle sei di pomeriggio dell'8 settembre, sebbene l'anemometro venne spazzato via dalla tempesta subito dopo. Sulla base delle testimonianze dei sopravvissuti, si è stimato che le raffiche di vento abbiano superato i 190 km/h. Il minimo di pressione atmosferica registrato dai barometri era pari a 28,48 pollici di mercurio (964 mbar), mentre il dato ufficiale, successivamente rivisto, riporta 936 mbar.

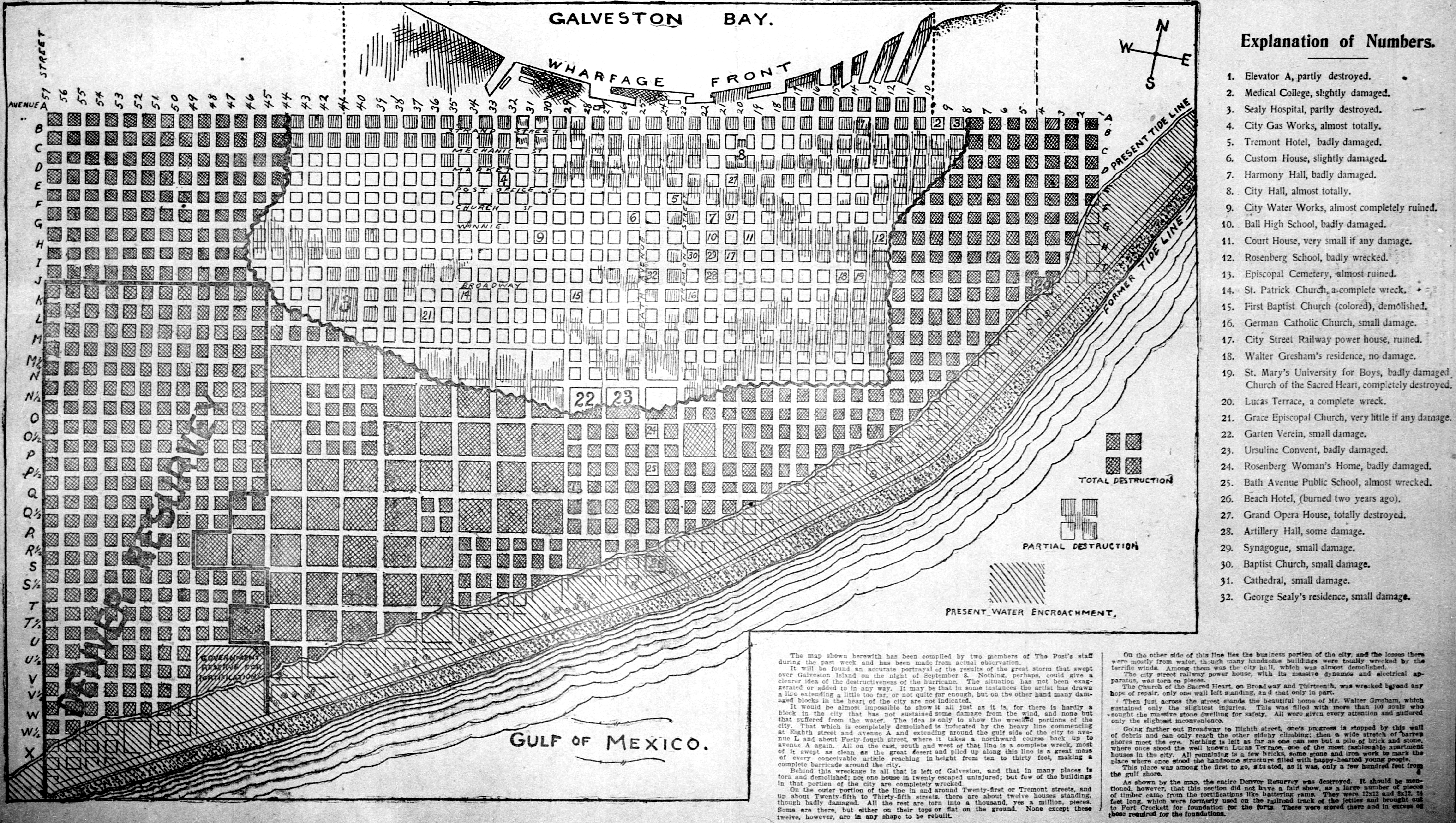
La mappa riporta i danni subiti dalle varie aree della città di Galveston.

La maggior parte delle strade cittadine subirono danni causati dai forti venti, mentre l'intera città venne allagata. Tutti i ponti che collegavano la città alla terraferma vennero spazzati via dalla tempesta, così come circa 24 km di binari ferroviari vennero distrutti. Molti edifici e case vennero distrutti dai venti e dalle onde di tempesta, colpendo anche quegli edifici che erano stati costruiti per resistere agli uragani, portando a 3 636 il numero di edifici distrutti in città. Il Tremont Hotel, dove si erano rifugiate centinaia di persone, venne gravemente danneggiato, mentre la Grand Opera House venne quasi distrutta. Analoga sorte toccò ad alcune scuole, alla St. Mary's University e alla maggior parte delle chiese presenti sul territorio cittadino. Durante l'uragano, l'orfanotrofio St. Mary, gestito dalle suore di carità del Verbo Incarnato, venne prima allagato dalle onde di tempesta e poi distrutto dalla tempesta; dei 93 bambini e 10 suore presenti, solo 3 bambini sopravvissero.
Sebbene delle prime stime riportarono danni alle proprietà per circa 25 milioni di dollari, successivamente, le stime si attestarono su circa 17 milioni di dollari. Il 9 settembre, dopo che l'uragano si era spostato verso l'entroterra, la città era ricoperta di macerie e la zona con meno danni era quella centro-settentrionale. Una delle poche navi sopravvissute, la Pherabe, salpò subito in direzione di Texas City per chiedere soccorsi; una volta raggiunti i telegrafi a Houston il giorno dopo, vennero inviate comunicazioni al governatore del Texas, Joseph D. Sayers, e al presidente degli Stati Uniti, William McKinley.

#### Midwest
Dopo aver lasciato il Texas, dove la propria intensità si era attenuata, la tempesta tropicale continuò ad avanzare nel Midwest degli Stati Uniti, trasformandosi in una tempesta extratropicale e riprendendo progressivamente intensità. Dopo l'Oklahoma, la tempesta si diresse verso la zona dei Grandi Laghi, passando nella zona tra Chicago e Fort Wayne. A Chicago vennero registrate raffiche di vento di circa 135 km/h, che causarono notevoli danni alle proprietà, nonché diversi feriti e alcuni morti. L'area metropolitana di Minneapolis-Saint Paul venne colpita da forti piogge, mentre alcuni smottamenti nel terreno interessarono le aree circostanti, causando anche il crollo di un ponte sul quale stava passando un treno merci a Cold Spring. La tempesta attraversò il Michigan il 12 settembre, con forti venti che causarono ingenti danni soprattutto ai frutteti. Incidenti e affondamenti di navi si verificarono sul lago Erie.

#### New York e New England

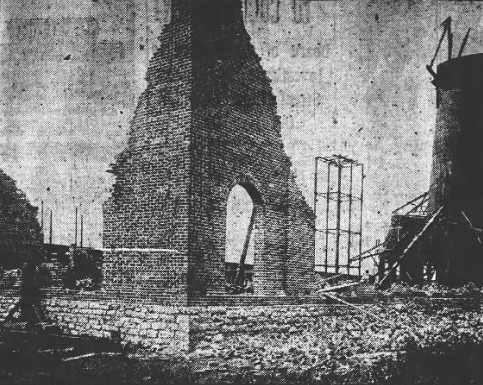
Una ferriera distrutta dalla tempesta a Buffalo.

Buffalo fu la città dello stato di New York che subì il maggior numero di danni dalla tempesta che stava tornando ai livelli di uragano. Le raffiche di vento raggiunsero i 126 km/h, causando la caduta di rami e alberi, così come il danneggiamento dei cavi di telefono e telegrafo. Una ferriera di recente costruzione venne distrutta dalla tempesta, con una perdita di circa 10000 $. All'Esposizione panamericana l'ammontare dei danni agli edifici, inclusi quelli governativi, raggiunse i 75000 $. Sebbene la tempesta passò nella parte settentrionale dello stato, anche la città di New York risentì dei forti venti, che causarono dei danni. Le onde e le maree intensificate dalla tempesta resero complicata la navigazione lungo il fiume Hudson.
Analogamente, anche gli stati di Connecticut e Rhode Island vennero interessati dal passaggio della tempesta, che portò danni ai raccolti, interruzione delle linee di telegrafo e telefono, e a livelli di marea più elevati del solito. I fulmini caduti sul Massachusetts innescarono diversi incendi tra le sterpaglie, che si estesero e raggiunsero vari villaggi spinti dai forti venti di tempesta. A Boston vennero registrate raffiche di vento di circa 80 km/h. I forti venti colpirono anche il Vermont, dove vennero riportati notevoli danni ai frutteti e alle imbarcazioni ormeggiate sul lago Champlain, che venne interessato da onde alte. Simili danni vennero riportati anche nel New Hampshire; la città di Manchester venne fortemente colpita e danneggiata da una delle più forti tempeste di vento degli ultimi anni. 

### Canada
Tra il 12 e il 14 settembre 1900 il ciclone extratropicale attraversò sei province del Canada, causando notevoli danni e un numero di morti stimato tra 52 e 232. In Ontario i venti raggiunsero un picco di 83 km/h, portando anche alla rottura delle finestre a Toronto, e danni ai raccolti stimati su circa 1 milione di dollari. A Paris, situata nell'Ontario meridionale, i venti di tempesta innescarono un incendio che distrusse un mulino per la macinazione del grano e altri edifici limitrofi. Notevoli danni vennero subiti dalle imbarcazioni sull'isola di Terranova, sull'isola del Principe Edoardo e a Saint-Pierre e Miquelon, dove si registrò il maggior numero di decessi e dispersi legati all'affondamento di vari pescherecci.

## Conseguenze

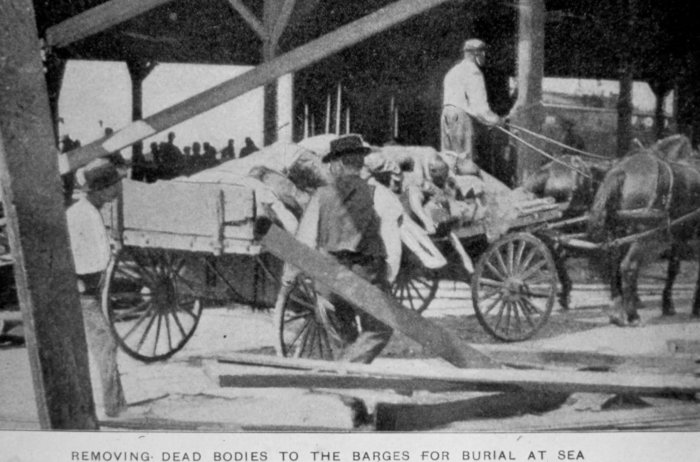
Trasporto dei cadaveri recuperati tra le macerie a Galveston.

Considerato uno dei peggiori disastri naturali ad avere colpito gli Stati Uniti d'America, l'uragano distrusse la città texana di Galveston, che fino all'8 settembre 1900 era una prospera città con un importante porto e circa 38 000 abitanti. Il giorno successivo, il 9 settembre, un gruppo di sei persone partì per raggiungere la terraferma prima e Houston dopo per allertare i soccorsi; nel frattempo, nella città venne costituito il "Central Relief Committee for Galveston Storm Sufferers" (CRC) per occuparsi di tutte le necessità dei sopravvissuti e per coordinare la ricerca dei dispersi e la sepoltura dei corpi. I cadaveri erano così numerosi che era impossibile dare a tutti sepoltura. Un tentativo di seppellire i corpi in mare fallì perché le correnti li riportarono a riva. Visto anche il rapido processo di decomposizione, accelerato dal caldo di quei giorni, venne deciso di procedere con pire funerarie lungo le spiagge. Il numero delle vittime non venne mai definito con esattezza, ma stimato attorno alle 8 000 vittime, perché le liste dei dispersi e dei morti erano spesso incomplete o includevano più volte le stesse persone. Inoltre, circa 2 000 sopravvissuti lasciarono la città e non vi tornarono dopo che venne ricostruita.

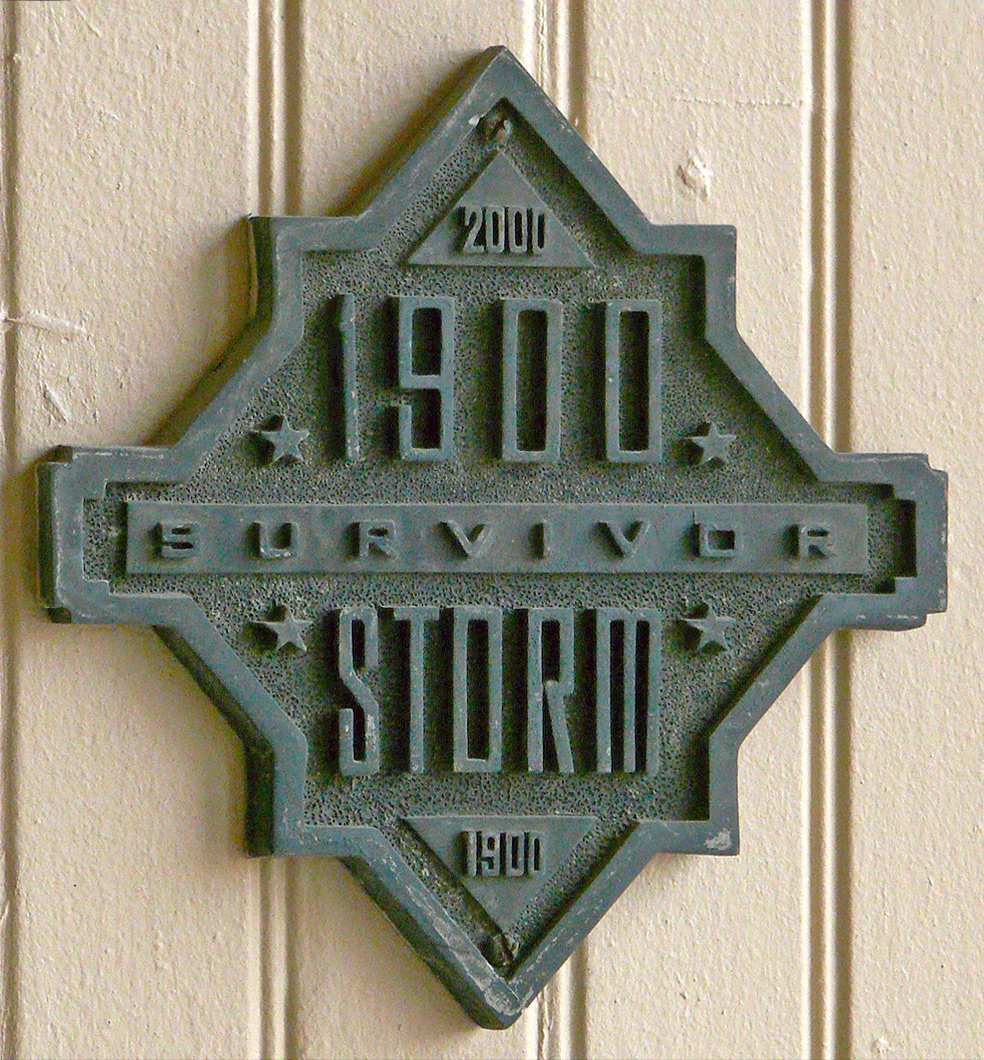
Placca commemorativa posta sugli edifici sopravvissuti all'uragano a Galveston.

Nelle prime due settimane circa 17 000 persone vennero ospitate in tende, magazzini ed altri edifici pubblici adibiti a dormitori. Il comitato CRC ricevette un fondo di 300000 $ in contanti e di 250000 $ in forma di cibo, vestiario e quanto altro potesse servire agli sfollati. Poiché circa metà delle 8 600 abitazioni presenti a Galveston andarono distrutte, il comitato CRC destinò un fondo di 450000 $ alla ricostruzione delle case. Nei sei mesi successivi all'uragano, circa un migliaio di case erano state ricostruite e un migliaio di quelle danneggiate erano state riparate. Venne istituito un fondo destinato alle esigenze degli sfollati e alla ricostruzione, nel quale arrivarono contributi da tutti gli Stati Uniti sia come raccolte coordinate dalle varie città che come contribuiti di singole persone; al fondo giunsero contributi anche da altre parti del mondo.
Clara Barton, fondatrice e prima presidente della sezione statunitense della Croce Rossa, giunse a Galveston con una delegazione di otto persone dell'associazione per prestare soccorso alla popolazione, in quella che fu la sua ultima operazione con la Croce Rossa, prima di congedarsi. Tramite la Croce Rossa, giunse a Galveston un notevole quantitativo di cibo e di beni di prima necessità per gli sfollati, così come donazioni monetarie di 17341 $, per un complessivo di circa 120000 $ tra denaro e beni.
Nel 1901, al fine di rendere più efficiente la ricostruzione, venne attuata una riforma amministrativa della città, affidandone il governo a una commissione nella quale ciascun membro era responsabile di una diversa area. Questa forma di governo venne, in seguito, adottata anche in altre città statunitensi, mentre Galveston passò alla forma council-manager nel 1960.

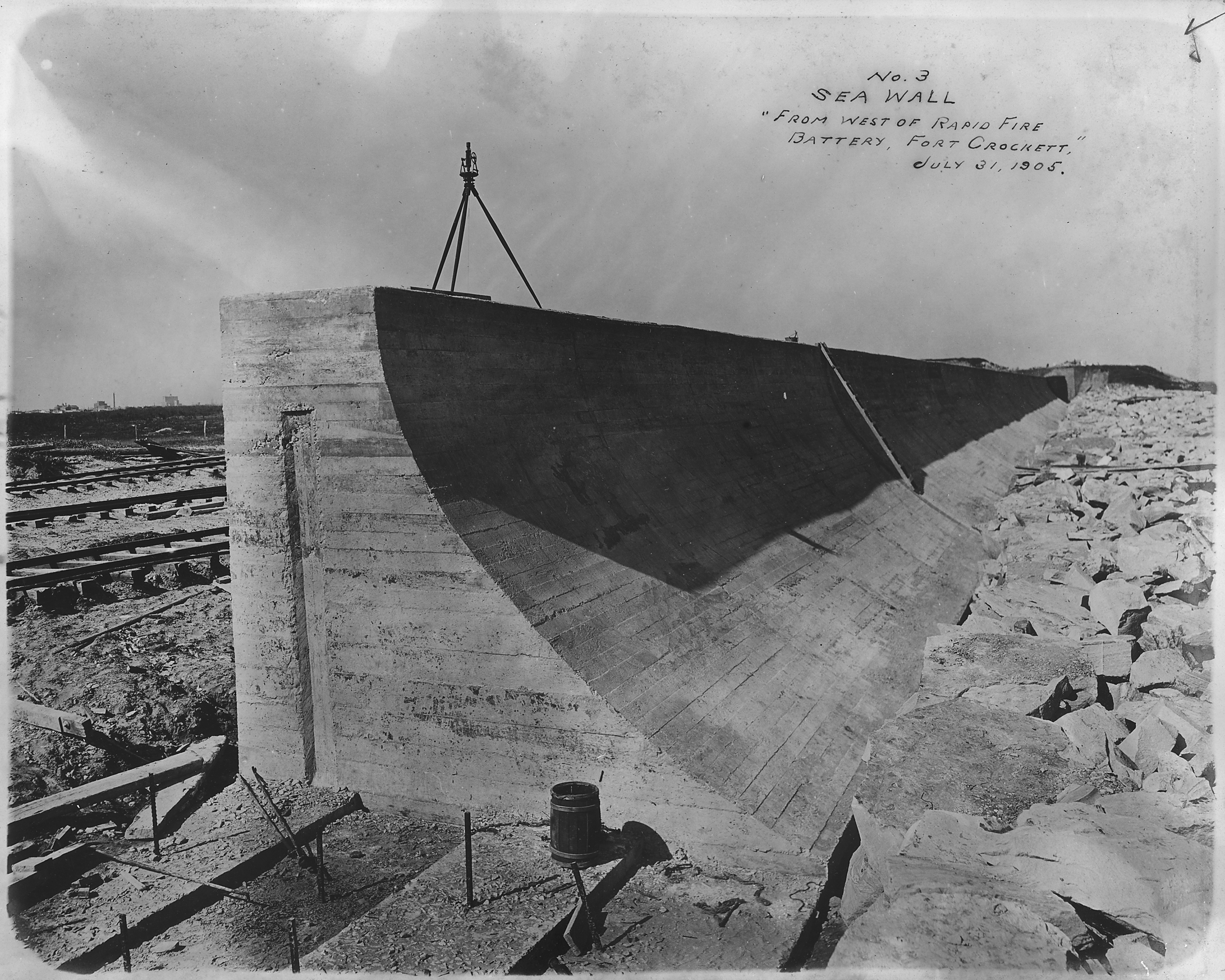
La diga marina in costruzione al largo di Galveston.

Per evitare il ripetersi di una simile tragedia, la città di Galveston incaricò tre ingegneri – Alfred Noble, Henry Martyn Robert e H.C. Ripley – di studiare e progettare delle strutture di protezione. I tre ingegneri raccomandarono e progettarono una diga marina, che venne largamente approvata dai cittadini di Galveston nel novembre 1902. I lavori di costruzione della diga presero il via nel 1902 e la prima porzione di 3,3 miglia (5,3 km) si concluse nel 1904. La diga continuò ad espandersi negli anni successivi, fino a raggiungere le 10 miglia (16 km) nel 1963. Un'altra misura di protezione della città raccomandata dai tre ingegneri fu il sollevamento del livello della città stessa. Nei lavori, che si conclusero nel 1911, vennero impiegati circa 11000000 m³ di sabbia drenati dalla baia limitrofa per sollevare la città fino a 5,2 m in alcuni isolati. La diga marina venne inserita nel 1977 nel National Register of Historic Places degli Stati Uniti, mentre nel 2001 sia la diga che il sollevamento della città vennero inseriti nella lista degli "Historic Civil Engineering Landmarks" da parte dell'American Society of Civil Engineers.
Negli anni successivi Galveston fu colpita da altre tempeste, tra i quali l'uragano del 1915, anch'esso stimato di categoria 4, senza però subire disastri come quello dell'8 settembre 1900, grazie anche agli interventi di protezione attuati.